# 花冠皱盔犀鸟
花冠皱盔犀鸟（学名：Rhyticeros undulatus）一种大型犀鸟目鸟类，隶属于犀鸟科拟皱盔犀鸟属。

## 形态特征
成熟期的花冠皱盔犀鸟体长约102cm。嘴粗大，上嘴基部有一长形而扁平的盔突，其上有隆起的雏褶，形成皱盔。雄鸟头、颈、尾部为白色，其余体羽为黑色，喉囊黄色，有一黑色横带。雌鸟除尾部白色，其余体羽为黑色，喉囊蓝色，也有一黑色横带。

## 分布
花冠皱盔犀鸟分布在印度东北部及东南亚等地。中国仅在云南省盈江县有少量分布。

## 分类
花冠皱盔犀鸟分为2个亚种：
- Rhyticeros undulatus aequabilis Sanft, 1960
- Rhyticeros undulatus undulatus Shaw, 1811